# World Football League
La World Football League est une ligue professionnelle nord-américaine de football américain qui a existé pendant une saison et demie.

## Histoire
Alors que l'American Football League et la National Football League ont fusionné en une seule entité deux ans auparavant, la World Football League naît en 1973 sous l'impulsion de Gary Davidson. Celui-ci est déjà à l'origine de la création de l'American Basketball Association en 1967 et de l'Association mondiale de hockey en 1972 qui concurrencent respectivement la National Basketball Association et la Ligue nationale de hockey.
Le premier match de la ligue, match de pré-saison, a lieu entre les Florida Blazers et le Philadelphia Bell le 15 juin 1974 et voit la victoire des Blazers sur le score de 21-7.

### Première saison
La saison 1974 débute le 10 juillet 1974 avec les rencontres opposant les Jacksonville Sharks aux New York Stars, le Philadelphia Bell au Portland Storm, les Florida Blazers à The Hawaiians, le Chicago Fire aux Houston Texans, les Birmingham Americans au Southern California Sun et les Memphis Southmen aux Détroit Wheels. Cette première journée se solde par un total de 252 875 spectateurs, soit plus de 42 000 spectateurs de moyenne par match, la plus grande affluence étant celle du match entre les Sharks et les Stars avec 59 112 spectateurs et la plus faible celle entre les Blazers et les Hawaiiens avec 18 625 entrées.

## Résultats

### Saison 1974

#### Saison régulière
| Franchise           | V  | D  | N | %V     |
| ------------------- | -- | -- | - | ------ |
| Florida Blazers     | 16 | 4  | 0 | 70 %   |
| Charlotte Hornets   | 10 | 10 | 0 | 50 %   |
| Philadelphia Bell   | 9  | 11 | 0 | 45 %   |
| Jacksonville Sharks | 4  | 10 | 0 | 28,6 % |

| Franchise            | V  | D  | N | %V     |
| -------------------- | -- | -- | - | ------ |
| Memphis Southmen     | 17 | 3  | 0 | 85,0 % |
| Birmingham Americans | 15 | 5  | 0 | 75,0 % |
| Chicago Fire         | 7  | 13 | 0 | 35,0 % |
| Détroit Wheels       | 1  | 13 | 0 | 7,1 %  |

| Franchise               | V  | D  | N | %V     |
| ----------------------- | -- | -- | - | ------ |
| Southern California Sun | 13 | 7  | 0 | 65 %   |
| The Hawaiians           | 9  | 11 | 0 | 45 %   |
| Portland Storm          | 7  | 12 | 1 | 37,5 % |
| Shreveport Steamer      | 7  | 12 | 1 | 37,5 % |

#### Play-offs
- Quarts-de-finale :
  - Hawaiians - Southern California Sun : 32-14
- Florida Blazers - Philadelphia Bell : 18-3
- Demi-finales :
  - Birmingham Americans - The Hawaiians : 22-19
  - Florida Blazers - Memphis Southmen : 18-15
- World Bowl :
  - Birmingham Americans - Florida Blazers : 22-21

Les Birmingham Americans remportent le World Bowl et deviennent les premiers champions de l'histoire de la World Football League.

### Saison 1975
| Franchise            | V | D | N | %V     |
| -------------------- | - | - | - | ------ |
| Birmingham Vulcans   | 9 | 3 | 0 | 75 %   |
| Memphis Southmen     | 7 | 4 | 0 | 63,6 % |
| Charlotte Hornets    | 6 | 5 | 0 | 54,5 % |
| Jacksonville Express | 6 | 5 | 0 | 54,5 % |
| Philadelphia Bell    | 4 | 7 | 0 | 36,4 % |

| Franchise               | V | D | N | %V     |
| ----------------------- | - | - | - | ------ |
| Southern California Sun | 7 | 5 | 0 | 58,3 % |
| San Antonio Wings       | 7 | 6 | 0 | 58,3 % |
| Shreveport Steamer      | 5 | 7 | 0 | 41,7 % |
| The Hawaiians           | 4 | 7 | 0 | 36,4 % |
| Portland Thunder        | 4 | 7 | 0 | 36,4 % |
| Chicago Winds           | 1 | 4 | 0 | 20 %   |

Birmingham est déclaré champion de la ligue lorsque celle-ci cesse ses activités.